# Senegalpapegoja
Senegalpapegoja (Poicephalus senegalus) är en västafrikansk papegojart inom släktet långvingepapegojor.

## Utseende
Senegalpapegojan blir cirka 24 centimeter lång och har grått huvud och grön rygg. På bröstet har den en grön triangelform som kontrasterar mot buken som kan skifta mellan citrongult och rött. Könen är lika.

## Utbredning och systematik
Senegalpapegojan är en stannfågel som förekommer på låglandssavann i Västafrika. Arten delas in i två till tre underarter:
- Poicephalus senegalus senegalus – förekommer från Gambia och Guinea-Bissau till södra Niger, norra Kamerun och sydvästra Tchad
- Poicephalus senegalus versteri (Finsch, 1863) – förekommer från nordvästra Elfenbenskusten till sydvästra Nigeria (söder om senegalus utbredningsområde)

Vissa behandlar även den östligaste populationen av senegalus som en underart:
- Poicephalus senegalus mesotypus (Reichenow, 1910) – förekommer i nordöstra Nigeria och närliggande områden i Niger, sydvästra Tchad och norra Kamerun.

## Status och hot
Arten har ett stort utbredningsområde, men tros minska i antal, dock inte tillräckligt kraftigt för att den ska betraktas som hotad. Internationella naturvårdsunionen IUCN listar arten som livskraftig (LC).

## Som husdjur
Senegalpapegojan fungerar bra som husdjur. Den är dock mycket bestämd och envis, och tystlåten för att vara papegoja.[källa behövs] De kan lära sig tala men det hör inte till vanligheterna att de gör det.[källa behövs] De är akrobatiska och ligger gärna på rygg.[källa behövs] Liksom andra papegojarter kräver de mycket tid och engagemang av sina ägare. Inom burfågelkretsar kallas den ofta för "morhuvad papegoja", men det officiella trivialnamnet enligt BirdLife Sverige är senegalpapegoja.